# دهل غراب (طور الباحة)

تعديل مصدري - تعديل

دهل غراب هي إحدى قرى عزلة طور الباحة بمديرية طور الباحة التابعة لمحافظة لحج، بلغ تعداد سكانها 9 نسمة حسب تعداد اليمن لعام 2004.